# Pak Chong-ae
Pak Chong-ae (en coréen : 박정애), née Ch'oe Vera (elle est aussi connue sous le nom Pak Den-ai) en 1907 dans le Hamgyong du Nord (Corée japonaise) et morte en 1967, est une femme politique nord-coréenne. Membre du Parti du travail de Corée et femme la plus puissante du régime de Kim Il-sung, elle est ministre de l'Agriculture entre 1961 et 1963 avant d'être victime d'une purge en 1966.

## Biographie
Née en Corée (envahie par le Japon en 1905 et annexée en 1910), elle part étudier en URSS à l'université d'État de Moscou. Elle travaille ensuite pour l'Union soviétique comme agent de renseignement avant d'entrer en politique. Au début des années 1930, elle est envoyée en Corée et est emprisonnée par les autorités japonaises.
Pendant les années 1940, elle est mariée à Kim Yong-bom, le président du Bureau nord-coréen du Parti communiste de Corée. Au moment de la libération de la Corée de la domination japonaise, Pak Chong-ae était déjà considérée comme une personnalité communiste expérimentée. Elle soutient Kim Il-sung et devient l'une de ses plus fidèles partisanes. En août 1946, elle devient membre à part entière du 1er comité central du Parti du travail de Corée du Nord. Lorsque les partis du travail de la Corée du Nord et de la Corée du Sud fusionnent pour former le Parti du travail de Corée en 1949, elle est choisie pour devenir l'une de ses trois secrétaires. Elle siège dans les 2e, 3e et 4e comités centraux. Elle est également députée de l'Assemblée populaire suprême.

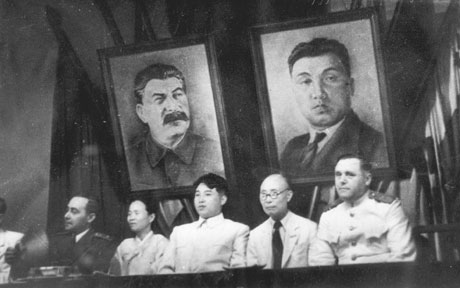
Pak Chong-ae (troisième à partir de la gauche) au 1er congrès du Parti du travail de Corée-du-Nord, le 28 août 1946, deux jours avant de devenir membre du comité central.

Il est possible qu'elle ait informé les Chinois des préparatifs de la Corée du Nord pour attaquer la Corée du Sud juste avant le déclenchement de la guerre de Corée.
En 1953, elle participe à une purge contre des anciens membres du Parti ouvrier sud-coréen qui étaient tombés en disgrâces vis-à-vis de Kim Il-Sung. Elle devient l'une des cinq membres et la seule femme du comité politique. Elle est très influente au sein du comité et est l'une des confidentes et conseillères (sur des sujets politiques et personnels) les plus proches de Kim, l'accompagnant même lors de voyages à l'étranger.
Elle a été la première présidente du comité central nord-coréen de l'Union démocratique des femmes de Corée. Elle dirige l'organisation entre les années 1940 et 1965. Il s'agit à l'époque d'une simple organisation de masse féminine, contrairement à celles d'autres pays. Ce n'est que sous les présidentes suivantes que l'association devient totalitaire. Pak Chong-ae joue également un rôle de premier plan dans la Fédération démocratique internationale des femmes : elle devient membre de son comité exécutif en 1948. En 1951, une commission internationale de cette dernière organisation se rend en Corée du Nord afin de mobiliser l'opinion publique mondiale. Elle reçoit le prix international Staline en 1950, l'ordre du Drapeau national (première et deuxième classes) et joue dans le documentaire anti-guerre Peace Will Win de Joris Ivens et Jerzy Bossak.
Les universitaires Robert A. Scalapino (en) et Lee Chong-sik (ko) considèrent qu'il s'agissait de la seule femme à avoir eu un réel poids dans le parti, survivant par ailleurs à la plupart des purges. L'historien Andreï Lankov la décrit comme « l'une des personnalités les plus remarquables de cette époque remarquable ». Entre 1961 et 1963, elle est ministre de l'Agriculture. Elle est la seule femme à avoir servi au Politburo du Parti du travail de Corée, le plus haut organe décisionnel du parti.
Elle est finalement victime d'une purge lors du 2e congrès du parti, en octobre 1966. La purge vise alors la plupart des responsables économiques du pays, ce que n'était pas Pak Chong-ae : cette décision est donc analysée comme la volonté de Kim de concentrer encore davantage le pouvoir. Elle est expulsée à la campagne après la purge. Elle refait surface par la suite mais ayant perdu l'essentiel de son influence, elle occupe des postes mineurs. Elle meurt en 1967. Sa fille, Pak Sun-hui, est actuellement la présidente de l'Union démocratique des femmes de Corée.